# Xatura
Xatura (en rus, Шатура) és una ciutat de l'óblast de Moscou, a Rússia. Es troba a la vora del llac Sviàtoie, 124 km a l'est de Moscou.

## Història
Des del 1423 hi havia un assentament en el que avui dia és Xatura. El 1917 es van començar a explotar dipòsits de torba a prop d'aquest lloc. El 1918 s'hi va construir la primera central elèctrica alimentada per torba, a prop de l'assentament de Torbeievka. El 1919 es va fundar l'assentament de Xaturstroi a prop de la central elèctrica, i el 1920, el de Txórnoie Ózero. El 1928, les tres viles es van unir per formar l'assentament de Xatura, que va obtenir l'estatus de ciutat el 1936.